# Stremitel'nyj (cacciatorpediniere 1937)
Lo Stremitel'nyj fu un cacciatorpediniere della Voenno-morskoj flot, entrato in servizio nel novembre 1938 e parte della classe Gnevnyj.
Assegnata alla Flotta del Baltico, la nave vide l'azione nel corso della guerra d'inverno per poi essere trasferita in forza alla Flotta del Nord nel maggio 1940. Il 20 luglio 1941, un mese dopo l'inizio delle ostilità tra Unione Sovietica e Germania nazista, il cacciatorpediniere fu colpito da bombardieri della Luftwaffe mentre era fermo all'ancora nella base di Poljarnyj: spezzatosi in due, affondò in pochi minuti con gravi perdite tra il suo equipaggio.

## Storia
Ordinata nell'ambito del secondo piano quinquennale del 1933, la nave venne impostata il 22 agosto 1936 al Cantiere navale No. 189 (Ordžonikidze) di Leningrado con il numero di scalo 291; l'unità fu poi varata il 4 febbraio 1937 con il nome di Stremitel'nyj (Стремительный, "impetuoso" in lingua russa) ed entrò in servizio il 18 novembre 1938. Assegnata in forza alla Flotta del Baltico il 29 novembre 1938, un anno dopo la nave fu impegnata in azione nel corso della guerra d'inverno contro la Finlandia servendo in azioni di pattugliamento e scorta, oltre a cannoneggiare le postazioni finlandesi sull'isola di Russarö il 1º dicembre 1939 in squadra con il gemello Smetlivyj e con l'incrociatore Kirov. Concluse le ostilità con i finlandesi, il 9 maggio 1940 il cacciatorpediniere fu riassegnato in forza alla Flotta del Nord di Murmansk.
Al momento dell'invasione tedesca dell'Unione Sovietica il 22 giugno 1941, lo Stremitel'nyj era dislocato nella base di Poljarnyj vicino Murmansk. Insieme ai cacciatorpediniere Gromkij e Gremâŝij, lo Stremitel'nyj intervenne negli scontri per contrastare l'offensiva tedesca lanciata in direzione di Murmansk dalla Norvegia, e il 14 luglio coprì lo sbarco di reparti sovietici sul lato occidentale della foce del fiume Zapadnaja Lica.
Sei giorni più tardi, il 20 luglio, la nave era attraccata a Poljarnyj quando finì nel mirino di un'incursione di bombardieri in picchiata Junkers Ju 87 "Stuka" tedeschi: il cacciatorpediniere fu raggiunto da quattro bombe a mezzanave, le quali esplosero nella sala macchine e nel locale caldaie uccidendo tutti i marinai che si trovavano in questi scompartimenti. La nave si spezzò in due: la sezione di poppa affondò nell'arco di cinque minuti, ma quella di prua rimase a galla per venti minuti prima di colare a picco a sua volta. Un totale di 111 persone perì nell'affondamento, tra uomini dell'equipaggio e membri di una sezione di intrattenimento salita a bordo per una performance poco prima dell'attacco. Parte del relitto fu riportato a galla nell'aprile 1942, e la sezione di poppa fu impiegata per riparare il cacciatorpediniere Razumnyj.